# Carel Asser (1780-1836)
Carel Asser (Amsterdam, 15 februari 1780 - aldaar, 3 augustus 1836) was een Joods-Nederlandse jurist.
Asser, lid van de familie Asser, was evenals zijn vader, Mozes Salomon Asser, lid van Felix Libertate en emancipator van de Joodse gemeenschap in Nederland. Hij studeerde rechten aan het Athenaeum Illustre te Amsterdam en promoveerde op 3 juli 1799 aan de Universiteit Leiden.
In de napoleontische tijd was hij "vrederechter" en daarna secretaris op het Ministerie van Justitie. Hij was secretaris van de commissie tot redactie der nationale wetgeving die de invoering van het Burgerlijk Wetboek van 1838 (BW) voorbereidde en schreef een boek, getiteld Het Nederlandsch Burgerlijk Wetboek, vergeleken met het Wetboek Napoleon, waarin hij het BW vergeleek met het Wetboek Napoleon, ingerigt voor het Koningrijk Holland. Hij overleed echter twee jaar voor de inwerkingtreding van het BW; zijn boek werd uitgegeven door zijn zoon Lodewijk Asser en zijn neef Carel Daniël Asser.